# William Meredith (3e baronnet)
William Meredith, 3e baronnet (v. 1725 - 2 janvier 1790), est un propriétaire britannique qui siège à la Chambre des communes de 1754 à 1780. Il fait partie des Rockingham Whigs, il est Lord de l'amirauté de 1765 à 1766. 

## Jeunesse

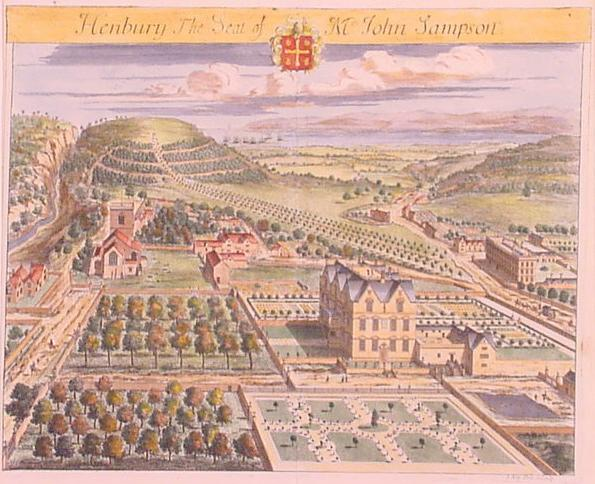
Représentation de Henbury Hall en 1707.

Il est le fils d'Amos Meredith (1688-1745) de Chester et de Johanna Cholmondely, fille de Thomas Cholmondely de Vale Royal, Chester. Il est inscrit à Christ Church, Oxford, le 24 mars 1743 ayant 18 ans révolus. Son père meurt en 1744, et en 1752, il hérite du titre de baronnet et des domaines à la mort de son grand-père, William Meredith, 2e baronnet. 

## Carrière politique
À l'élection générale de 1754, il est élu sans opposition comme l'un des deux députés de Wigan. Au moment des élections générales de 1761, l'opposition à Wigan s'est consolidée contre lui et il se présente plutôt à Liverpool, où il est réélu. En tant que membre des Rockingham Whigs, il est Lord de l’Amirauté de 1765 à 1766. Il est réélu sans opposition pour Liverpool aux élections générales de 1768. En 1774, il est admis au Conseil privé et nommé contrôleur de la Maison et, à la suite des élections générales de 1774, il est de nouveau réélu sans opposition . Meredith est un homme extravagant. En 1779, il est obligé de vendre le domaine familial situé à Henbury, dans le Cheshire, à John Bower Jodrell pour 24 000 £. Il ne s'est pas représenté en 1780 à cause de problèmes de santé. En 1784, il essaye de se présenter à Liverpool mais se retire avant la fin du scrutin . 

## Famille
Il meurt célibataire à Lyon, en France, le 2 janvier 1790. Son seul frère, Théophile, est décédé en 1775, laissant une fille. Le titre de baronnet disparait, car il n'a que des sœurs : 
- Elizabeth épouse William Bankes de Winstanley Hall, dont le fils William est le Haut-shérif du Lancashire ;
- Henrietta épouse Frederick Vane (frère de Henry Vane (2e comte de Darlington)) ;
- Anne épouse Barlow Trecothick, le 9 juin 1770, alors qu'il est maire de Londres[3] ;
- Anna-Margaretta est la troisième épouse d'Assheton Curzon (1er vicomte Curzon) ;
- Mary épouse Laurence Shirley, 4e comte Ferrer et ensuite Lord Frederick Campbell[1].

La ville de Meredith, dans le New Hampshire, porte son nom.